# 井浦愛
井浦 愛（いうら あい、1977年11月23日 - ）は、日本の女性声優。東京都出身。

## 人物
2008年12月まで81プロデュースに所属していた。
趣味・特技は顔面体操。

## 出演
太字はメインキャラクター。

### テレビアニメ
2000年
- KAIKANフレーズ（女の子、ミカコの友人）

2001年
- パラッパラッパー（ギャラリー）

2002年
- PIANO（生徒B）
- 陸上防衛隊まおちゃん（宇ちなみ）

2003年
- D.C. 〜ダ・カーポ〜（女の人、恋人〈女〉）

2004年
- R.O.D -THE TV-（マリアンヌ）
- 花右京メイド隊 La Verite（警備部メイド）
- ビューティフル ジョー（ビアンキープリマ）
- 双恋（同級生F）
- モンキーターン（女性ファン）

2005年
- ガラスの仮面（2005年版）（不良B）
- 砂ぼうず（しじみ）
- ゾイドジェネシス（女ゲリラ、ボントレガー）
- ブラック・ジャック（女子生徒）
- ロックマンエグゼBEAST（ヒトミ）

2006年
- いぬかみっ!（女子高生A）
- イノセント・ヴィーナス（護）
- 少女チャングムの夢（見習い女官）
- 爆球Hit! クラッシュビーダマン（メイドA）
- ポケットモンスター アドバンスジェネレーション（ヨモコ）
- マジカノ（春生の母）

2007年
- ウエルベールの物語 〜Sisters of Wellber〜（女性A）
- Over Drive（生徒）
- やさいのようせい N.Y.SALAD（レタス）

### OVA
2000年
- 真ゲッターロボ対ネオゲッターロボ（幼稚園の先生）

2003年
- がぁーでぃあんHearts（レン先輩）

### ゲーム
2004年
- バーチャファイター サイバージェネレーション 〜ジャッジメントシックスの野望〜（ビット）

2006年
- グローランサーV Genelations（ロミナ）

### 吹き替え
- アタック・ナンバーハーフ2 全員集合!（ムック）
- クイーン・オブ・ソード（テサ）
- クルーエル・インテンションズ3
- ジェイミーのラブリーダイニング
- シンデレラIII 戻された時計の針
- スカイ・ハイ（フリーズガール）
- スナイパー
- スノー・バディーズ 小さな5匹の大冒険
- スピリット（子供のユァンジャ）
- プラハの恋人
- ブロークバック・マウンテン プレミアム・エディション（ボビー）
- 名探偵モンク3